# گوریپور
گوریپور (به لاتین: Gouripur) یک منطقهٔ مسکونی در بنگلادش است که در ناحیه میمن‌سینگ واقع شده‌است. گوریپور ۲۷۴٫۰۷ کیلومتر مربع مساحت و ۳۲۳٬۰۵۷ نفر جمعیت دارد.